# Kapambwe Mulenga
Kapambwe Mulenga (ur. 1 stycznia 1963, zm. 23 maja 1996 w Kitwe) – zambijski piłkarz grający na pozycji obrońcy. W swojej karierze grał w reprezentacji Zambii.

## Kariera klubowa
W swojej karierze piłkarskiej Mulenga grał w klubie Nkana FC.

## Kariera reprezentacyjna
W reprezentacji Zambii Mulenga zadebiutował w 1984 roku. W 1986 roku powołano go do kadry na Puchar Narodów Afryki 1986. Rozegrał w nim trzy mecze grupowe: z Kamerunem (2:3), z Algierią (0:0) i z Marokiem (0:1).
W 1990 roku Mulenga był w kadrze Zambii na Puchar Narodów Afryki 1990. Wystąpił w nim w trzech meczach: grupowych z Kamerunem (1:0) i z Senegalem (0:0) oraz o 3. miejsce z Senegalem (1:0).
Z kolei w 1994 roku Mulenga został powołany do kadry na Puchar Narodów Afryki 1994. Zagrał w nim jedynie w przegranym 1:2 finale z Nigerią.